# Gabriele Balducci
Gabriele Balducci (3 de novembro de 1975, Pontedera, Pisa) é um ciclista profissional italiano.